# Proserpinicaris phyllura
Proserpinicaris phyllura is een eenoogkreeftjessoort uit de familie van de Parastenocarididae. De wetenschappelijke naam van de soort is voor het eerst geldig gepubliceerd in 1938 door Kiefer.